# Paul Niclausse
Paul Niclausse, né le 26 mai 1879 à Metz et mort le 1er novembre 1958 à Paris, est un sculpteur et médailleur français de style Art déco.

## Biographie
Paul Niclausse naît à Metz pendant l'annexion allemande. Il devient l'élève d'Hubert Ponscarme et de Gabriel-Jules Thomas à l'École des beaux-arts de Paris.
Il expose au Salon de la Société des artistes français, où il obtient une mention honorable en 1898 et une médaille de bronze en 1900. Paul Niclausse devient membre de la Société des artistes français en 1903. Il expose au Salon 1907 onze modèles de médailles et plaquettes.
Nommé professeur à l'École nationale des arts décoratifs à Paris en 1930, il est élu membre de l'Académie des beaux-arts en 1943, à l'Institut de France. Paul Niclausse sera plus tard nommé  de la chevalier de la Légion d'honneur.
Il apparaît dans le film Nos tailleurs d'images, de René Lucot.
Après s'être installé à Faremoutiers (Seine-et-Marne), il meurt le 1er novembre 1958 en son domicile, au no 84, rue d'Assas dans le 6e arrondissement de Paris,. Il est inhumé dans le cimetière de Saint-Augustin (Seine-et-Marne).

## Œuvres dans les collections publiques
En Algérie
- Alger, musée national des beaux-arts : Buste de Paul Valéry.

En France

- Bordeaux, musée des beaux-arts : Buste de Roger-Henri Expert.
- Caen, lycée Pierre-Simon de Laplace :
  - La vie sous-marine, fontaine ;
  - L'abondance, statue en pierre.
- Cahors, parc Tassart : L'Orphelin, 1921, dépôt du Fonds national d'art contemporain.
- Carmaux, domaine de la Verrerie : Monument à Ludovic de Solages, 1932.
- Coulommiers, musée municipal des Capucins : Gisant de Jean-Pierre Laurens, 1932 ; Paysan briard assis, plâtre, 1911
- Faremoutiers : Monument aux morts 1914-1918[8].
- Limoges, musée de l'Évêché : La Musique guerrière, médaille.
- Lunéville, place des Carmes : statue en pierre de l'abbé Grégoire inaugurée en 1955 en présence de Gaston Monerville[9].
- Lyon, musée des beaux-arts : La Briarde, statue.
- Metz, place Galliéni : Monument aux morts de la ville de Metz, 1935[10].
- Mont-de-Marsan, musée Despiau-Wlérick :
  - Enterrement Briard ;
  - L'Athlète au repos ;
  - La Famille ou Maternité ;
  - La Source ;
  - Madame Pierre Laurens ;
  - Madame Simone Niclausse ;
  - Nu de femme ;
  - Tête de nourrisson ou L'enfant qui dort ;
  - Vieille fileuse ;
  - Félicité dite Férocité ;
  - Jeune réfugiée lorraine ;
  - Figure nue debout ou Jacqueline ;
  - Nu couché ;
  - Buste d'Albert Laurens ;
  - Buste d'homme ;
  - Buste de femme ;
  - Buste de Madame Jourdan ;
  - Buste d'Henri Martine ;
  - Buste de l'abbé Lessert ;
  - La Nourrice sèche ou La Berrichonne ;
  - Buste de Mademoiselle Arsène Alexandre ;
  - Buste de R.H. Expert ;
  - Buste de Madame Rosenthal ;
  - Le Bûcheron ;
  - Médaillons : Bébé dormant dans un berceau ; Bébé endormi ; Enfant assis sur une chaise ; Homme casqué et homme barbu ; Homme de trois-quart ; La Musique guerrière ; La Ville de Sfax ; Georges Clemenceau et le maréchal Foch vus de trois-quarts ; Profil gauche de Georges Clemenceau et du maréchal Foch ; Revers pour une médaille de Clemenceau et Foch ; Profil gauche du maréchal Foch ; Profil gauche de madame Rosenthal ; Profil gauche d'Émile Chapal ; Profil gauche d'un militaire ; Profil gauche d'un soldat casqué ; Profil gauche de trois petites filles ; Profil droit d'Antoinette Rosnoblet (1833-1916).
- Orléans, rond-point du carrefour Bourgogne : Monument à Charles Péguy, 1930, bronze[11].
- Paris :
  - musée d'art moderne de la ville de Paris :
    - Buste de l'abbé Pressoir ;
    - Buste de Paul Valéry.

  - musée Rodin : Femme et enfant, projet de médaillon pour la Ligue française pour le bien-être de l'enfance, bas-relief, plâtre[12].
  - palais de Chaillot, esplanade : Le Printemps, 1937.
  - square Lamartine : Monument à Lamartine, 1951.
- Strasbourg, musée d'art moderne et contemporain :
  - Buste de Paul Valéry, plâtre[13] ;
  - Portrait d'une vieille femme et un bébé, 1984[14], bas-relief en bronze[15] ;

## Élèves
- Claude Bouscau.
- Louis Chavignier.
- Jean Commère.
- Raymond Coulon, sculpteur.
- Pierre Dandelot, sculpteur animalier.
- Francis Guinard, second prix de Rome en sculpture de 1947.
- Étienne Hajdu (1907-1996), sculpteur.
- Gérard Lanvin (1941-1943).
- Karl-Jean Longuet.
- Gunnar Nilsson.
- Pierre Nocca, en 1937.
- Henri-Marius Petit, de 1928 à 1933.
- Roland Guillaumel.

## Hommages
Au Salon des Artistes français de 1930, le sculpteur Émile Oscar Guillaume présenta un buste en plâtre de Paul Niclausse (n°3523).